# マリーンカップ
マリーンカップは、千葉県競馬組合が船橋競馬場ダート1800mで施行する地方競馬の重賞競走（ダートグレード競走、JpnIII）である。サッポロビールが優勝杯を提供し、2024年よりJBCレディスクラシックの前哨戦に位置付けられるため、正式名称はRoad to JBC サッポロビール盃 マリーンカップと表記が変更される。
副賞はサッポロビール株式会社賞、日本中央競馬会理事長賞、日本馬主協会連合会長奨励賞、日本地方競馬馬主振興協会会長賞、地方競馬全国協会理事長賞、開催執務委員長賞、またNAR生産牧場賞と船橋競馬生産牧場賞がある（2024年）。

## 概要
前身は4歳（現表記3歳）牝馬限定の準重賞「マリーン・カップ」。準重賞時代は1700mの距離で争われ、ケーエフネプチュン・マキバサイレントらが優勝馬に名を連ねている。1997年に4歳（現3歳）から10歳（現9歳）までの牝馬限定の賞金別定の中央・地方全国指定交流の重賞（統一GIII・南関東G2）競走、マリーンカップとしてリニューアルし、施行回数は「第1回」とされた。競走距離も100m短縮されて1600mとなった。
2001年からは出走資格を3歳（旧4歳）以上牝馬に、2004年からは負担重量をグレード別定に変更された。2011年は東日本大震災の影響により開催中止となり、代替開催も「実施に適する日程がない」として執り行われなかった。
2024年のダートグレード競走の整備で、施行時期が9月下旬に移行して3歳牝馬限定戦に衣替えし、負担重量は定量、競走距離は1800mにそれぞれ変更され、3歳ダート牝馬路線の下半期の頂点競走に位置付けられた。加えて優勝馬にJBCレディスクラシックの優先出走権が与えられるようになる。

### 条件・賞金等（2024年）
出走資格
サラブレッド系3歳牝馬、地方選定馬・中央選定馬。
優先出走順位（南関東所属馬）
アレキサンドライトカップ（準重賞）の3着以上の馬に優先出走権がある。
負担重量
定量。55kg。
賞金額
1着3000万円、2着1050万円、3着600万円、4着300万円、5着150万円。
優先出走権付与
優勝馬にはJBCレディスクラシックへの優先出走権が与えられる。

## 歴史
- 1996年まで - サラブレッド系3歳牝馬限定の準重賞競走として施行。
- 1997年 - 船橋競馬場のダート1600mの4歳（現表記3歳）から10歳（現表記9歳）までの牝馬限定の賞金別定の中央・地方全国指定交流の重賞（統一GIII・南関東G2）競走、マリーンカップとなる。
- 2001年 - 出走条件が「4歳から10歳の牝馬（旧表記）」から「3歳以上牝馬（現表記）」に変更。
- 2002年
  - JRAのプリエミネンスが史上初の連覇。
  - JRAの柴田善臣が騎手として史上初の連覇。
  - JRAの伊藤圭三が調教師として史上初の連覇。
- 2004年 - 負担重量をグレード別定に変更。
- 2005年 - 施行時期を6月に変更。
- 2006年 - 施行時期を4月に変更。
- 2007年
  - ICSCの勧告により、格付けを統一JpnIIIに変更。なお、南関東グレードは併記しないことになった。
  - 船橋のトーセンジョウオーが当競走で史上2頭目の2度目の優勝（同馬は初勝利時と2度目では所属が異なる）。
- 2009年
  - 施行時期を6月に変更。
  - JRAのメイショウバトラーが2頭目の連覇、かつ当競走で史上3頭目の2度目の優勝。
  - JRAの高橋成忠が調教師として2人目の連覇。
- 2010年
  - 施行時期を4月に変更。
  - 4歳以上の基本負担重量を54kgから55kgに変更。
- 2011年 - 東日本大震災の影響により中止。
- 2020年 - COVID-19の流行により客を入れずに「無観客競馬」として開催。
- 2021年 - 船橋競馬場の大規模改修工事により客を入れずに「無観客競馬」として開催。
- 2024年
  - 「全日本的なダート競走の体系整備」に伴い、出走資格を3歳牝馬に（世代限定戦）、負担重量を定量に、施行時期を9月下旬に、施行距離を1800mにそれぞれ変更。
  - この年からRoad to JBCに指定され、競走名を「Road to JBC サッポロビール盃 マリーンカップ」となる。

## 歴代優勝馬
全て船橋競馬場ダートコースで施行。距離は第1回から第27回までは1600m、3歳牝馬限定戦となった第28回以降は1800m。出走条件については#歴史を参照。

### 古馬重賞（1997年～2023年）
| 回数   | 施行日        | 優勝馬             | 性齢           | 所属           | タイム         | 優勝騎手       | 管理調教師     | 馬主                                 |
| ------ | ------------- | ------------------ | -------------- | -------------- | -------------- | -------------- | -------------- | ------------------------------------ |
| 第1回  | 1997年4月02日 | ファッションショー | 牝5            | JRA            | 1:40.2         | 佐藤隆         | 山内研二       | （有）社台レースホース               |
| 第2回  | 1998年4月08日 | エフテーサッチ     | 牝5            | 浦和           | 1:38.2         | 森下博         | 小林文治       | 深野茂雄                             |
| 第3回  | 1999年4月07日 | ファストフレンド   | 牝5            | JRA            | 1:40.8         | 蛯名正義       | 高市圭二       | 竹崎大晃                             |
| 第4回  | 2000年4月05日 | ヤマノリアル       | 牝4            | 船橋           | 1:38.6         | 張田京         | 後藤稔         | 山泉惠宥                             |
| 第5回  | 2001年4月04日 | プリエミネンス     | 牝4            | JRA            | 1:40.3         | 柴田善臣       | 伊藤圭三       | （有）グランド牧場                   |
| 第6回  | 2002年4月17日 | プリエミネンス     | 牝5            | JRA            | 1:40.4         | 柴田善臣       | 伊藤圭三       | （有）グランド牧場                   |
| 第7回  | 2003年4月28日 | ラヴァリーフリッグ | 牝4            | 船橋           | 1:40.0         | 石崎隆之       | 出川克己       | 村中徳広                             |
| 第8回  | 2004年4月14日 | ベルモントビーチ   | 牝6            | 川崎           | 1:40.8         | 酒井忍         | 池田孝         | （有）ベルモントファーム             |
| 第9回  | 2005年6月01日 | トーセンジョウオー | 牝4            | JRA            | 1:38.7         | 後藤浩輝       | 国枝栄         | 島川隆哉                             |
| 第10回 | 2006年4月05日 | グラッブユアハート | 牝6            | JRA            | 1:38.2         | 安藤勝己       | 畠山吉宏       | 吉田和子                             |
| 第11回 | 2007年4月04日 | トーセンジョウオー | 牝6            | 船橋           | 1:37.3         | 内田博幸       | 川島正行       | 島川隆哉                             |
| 第12回 | 2008年4月02日 | メイショウバトラー | 牝8            | JRA            | 1:39.2         | 武豊           | 高橋成忠       | 松本好雄                             |
| 第13回 | 2009年6月10日 | メイショウバトラー | 牝9            | JRA            | 1:41.0         | 福永祐一       | 高橋成忠       | 松本好雄                             |
| 第14回 | 2010年4月14日 | トーホウドルチェ   | 牝5            | JRA            | 1:39.2         | 四位洋文       | 田島良保       | 東豊物産（株）                       |
| 第15回 | 2011年4月06日 | 地震のため中止     | 地震のため中止 | 地震のため中止 | 地震のため中止 | 地震のため中止 | 地震のため中止 | 地震のため中止                       |
| 第16回 | 2012年4月04日 | ミラクルレジェンド | 牝5            | JRA            | 1:40.3         | 岩田康誠       | 藤原英昭       | 吉田照哉                             |
| 第17回 | 2013年4月03日 | メーデイア         | 牝5            | JRA            | 1:39.9         | 浜中俊         | 笹田和秀       | （有）社台レースホース               |
| 第18回 | 2014年4月09日 | ワイルドフラッパー | 牝5            | JRA            | 1:39.5         | 福永祐一       | 松田国英       | 吉田照哉                             |
| 第19回 | 2015年4月14日 | サンビスタ         | 牝6            | JRA            | 1:38.4         | 岩田康誠       | 角居勝彦       | （株）ヒダカ・ブリーダーズ・ユニオン |
| 第20回 | 2016年4月13日 | ヴィータアレグリア | 牝5            | JRA            | 1:40.2         | 戸崎圭太       | 高柳瑞樹       | （有）キャロットファーム             |
| 第21回 | 2017年4月12日 | ホワイトフーガ     | 牝5            | JRA            | 1:41.3         | 蛯名正義       | 高木登         | 西森鶴                               |
| 第22回 | 2018年4月11日 | アンジュデジール   | 牝4            | JRA            | 1:41.2         | 横山典弘       | 昆貢           | 安原浩司                             |
| 第23回 | 2019年4月17日 | ラーゴブルー       | 牝5            | 川崎           | 1:40.6         | 御神本訓史     | 内田勝義       | 吉田和美                             |
| 第24回 | 2020年4月02日 | サルサディオーネ   | 牝6            | 大井           | 1:40.1         | 矢野貴之       | 堀千亜樹       | 菅原広隆                             |
| 第25回 | 2021年4月07日 | テオレーマ         | 牝5            | JRA            | 1:38.4         | 川田将雅       | 石坂公一       | 水上行雄                             |
| 第26回 | 2022年4月13日 | ショウナンナデシコ | 牝5            | JRA            | 1:41.3         | 吉田隼人       | 須貝尚介       | 国本哲秀                             |
| 第27回 | 2023年4月12日 | ペルアア           | 牝4            | JRA            | 1:41.6         | 岩田望来       | 野中賢二       | （株）カナヤマホールディングス       |

### 3歳限定重賞（2024年以降）
| 回数   | 施行日        | 優勝馬       | 所属 | タイム | 優勝騎手 | 管理調教師 | 馬主     |
| ------ | ------------- | ------------ | ---- | ------ | -------- | ---------- | -------- |
| 第28回 | 2024年9月26日 | テンカジョウ | JRA  | 1:53.5 | 国分優作 | 岡田稲男   | 河内孝夫 |

### 1996年までの優勝馬
全て出走条件はサラブレッド系3歳牝馬で、船橋ダート1700mで施行。
| 施行年月日    | 優勝馬             | 所属 | タイム | 優勝騎手 | 管理調教師 | 馬主             |
| ------------- | ------------------ | ---- | ------ | -------- | ---------- | ---------------- |
| 1988年8月31日 | パピヨンフブキ     | 川崎 | 1:47.5 | 森下博   | 高月由次   | 古澤智           |
| 1989年8月24日 | スーパーセブン     | 船橋 | 1:49.2 | 石崎隆之 | 須永和良   | 齋藤美智子       |
| 1990年8月16日 | ホクトフローラ     | 船橋 | 1:50.3 | 渡辺市郎 | 成田清輔   | 森滋             |
| 1991年8月21日 | スピードデオール   | 川崎 | 1:49.3 | 久保秀男 | 新貝啓介   | 市川不動産（株） |
| 1992年8月5日  | タカネジヨオー     | 船橋 | 1:50.4 | 野口正宏 | 鈴木總介   | 小川康則         |
| 1993年8月4日  | ユーワビギン       | 船橋 | 1:48.1 | 佐藤祐樹 | 波多野高次 | 野澤直哉         |
| 1994年8月17日 | ケーエフネプチュン | 船橋 | 1:50.4 | 矢内博   | 凾館政一   | 藤谷一雄         |
| 1995年8月2日  | マキバサイレント   | 船橋 | 1:47.2 | 左海誠二 | 北川亮     | 新田知也         |
| 1996年7月18日 | スギヤマワッスル   | 船橋 | 1:49.1 | 湯浅淳一 | 中井利一   | 齊藤米造         |